# Leonardo Nam
Leonardo Nam, né le 5 novembre 1979 à Buenos Aires, est un acteur australo-argentin d'origine coréenne. Il est connu pour avoir interprété Felix Lutz dans la série télévisée américaine Westworld.

## Biographie
Leonardo Nam est né le 5 novembre 1979 à Buenos Aires en Argentine. Ses parents sont originaires de Corée du Sud. Il a passé son enfance en Australie, puis à sa majorité il part à New York pour étudier le théâtre.
Il s'envole ensuite pour Los Angeles, où il décroche son rôle dans la série culte Westworld. Il y interprète le rôle de Felix Lutz, un technicien s'occupant de réparer les robots endommagés. Par le biais de son travail, il va aider Maeve Millay, interprétée par Thandie Newton, à s'échapper.

## Filmographie

### Cinéma
- 2004 : Les notes parfaites : Roy
- 2005 : Quatre filles et un jean : Briann McBrian
- 2006 : Fast & Furious: Tokyo Drift : Morimoto
- 2008 : Quatre filles et un jean 2 : Briann McBrian
- 2019 : Swamp Thing : Harlan Edwards
- 2021 : Pacific Rim: The Black : Rickter
- 2021 : Yes Day de Miguel Arteta

### Télévision
- 2009 : Bones : Nate Grunenfelder (saison 5, épisode 4)
- 2010 : Les Experts : Miyamoto Takahashi (saison 10, épisode 13)
- 2016- : Westworld : Felix Lutz (rôle récurrent)
- 2017 :  Hawaii 5-0 : Harley Taylor (saison 8, épisode 4)
- 2018 : Flash : Matthew Kim / Melting Pot (saison 4, épisode 16)
- 2020: MacGyver :  Aubrey, le compagnon de Riley (saison 4)
- 2022 : Maggie : Dave
- 2024 : Descendants : L'Ascension de Red (Descendants: The Rise Of Red) de Jennifer Phang : Maddox